# 유진 이스토민

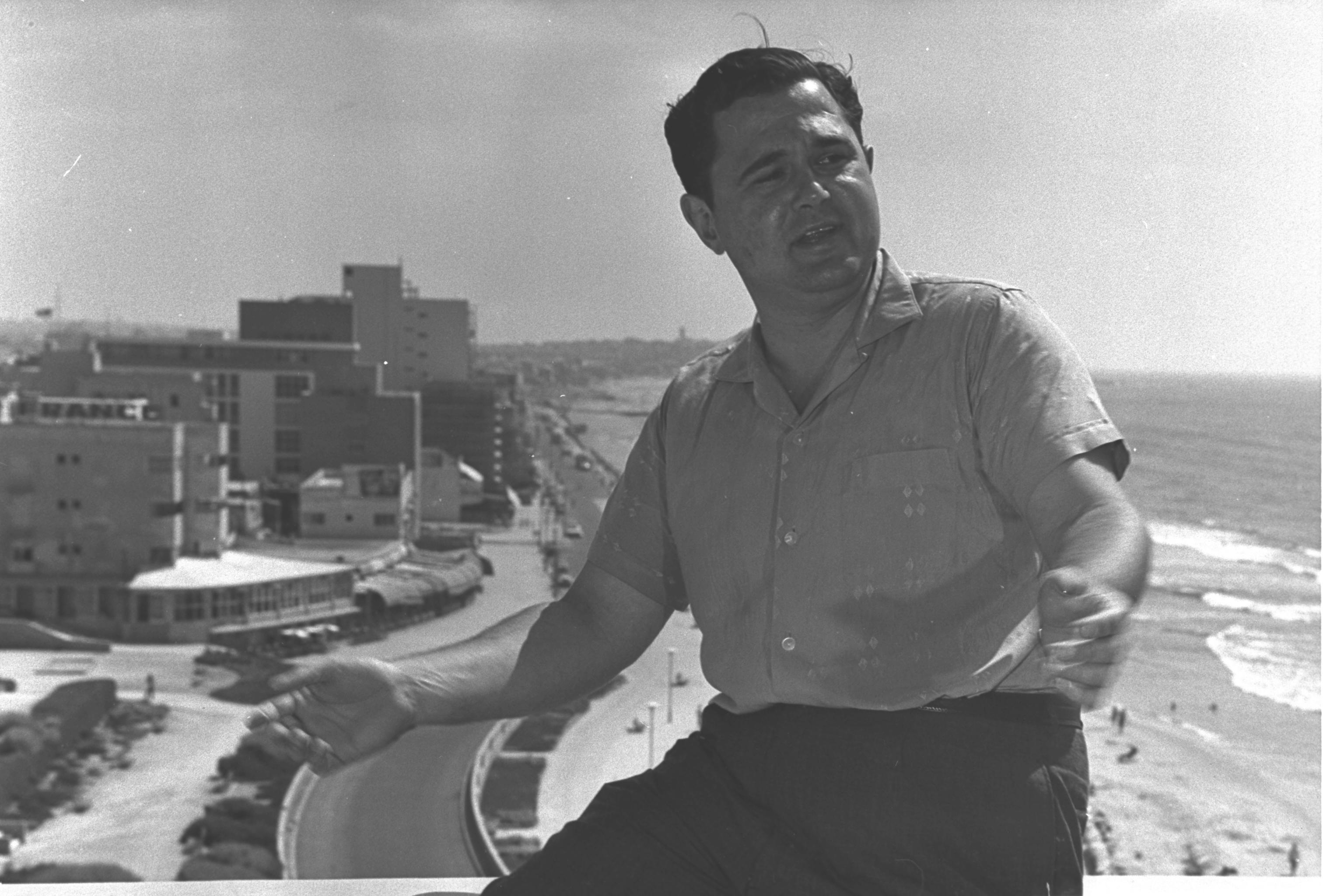
유진 이스토민, 텔아비브, 1961

유진 이스토민(Eugene Istomin, 1925년 11월 26일 ~ 2003년 10월 10일)은 뉴욕 시에서 태어난 미국의 러시아계 피아니스트이다.
어려서부터 신동의 재질을 보여 1935년 이전에는 리스트 (1811 ~ 1886) 가 아끼는 제자 알렉산더 실로티 (1863 ~ 1945)에게서 가르침을 받았고 1940년 무렵에는 루돌프 제르킨에게서 배웠다. 1960년 대에 그는 아이작 스턴 및 레너드 로우즈와 함께 스턴 트리오(Istomin-Stern-Rose Trio)의 멤버로 활약하였는데 1970년에 이 트리오는 베토벤을 녹음하여 그래미상을 수상했다. 양심적이고 사려깊은 연주가라는 평을 듣는다.
라흐마니노프의 <피아노 협주곡 제2번> 및 쇼팽의 <녹턴집> 등의 연주에 뛰어났다.  1980년대와 1990년대에는 12톤 트럭 한 대에 자신의 스타인웨이 피아노들을 싣고 미국의 30개 도시를 순회 공연하기도 했다. 2003년 자신의 집에서 간암으로 사망했다.